# Oberea rufiniventris
Oberea rufiniventris là một loài bọ cánh cứng trong họ Cerambycidae.